# ジェイド・ゴードン
ジェイド・ゴードン（英: Jade Gordon、本名: ジェイド・オリビア・ゴードン (Jade Olivia Gordon)、1987年4月24日 - ）は、イギリスの女優。

## 経歴
イングランド出身。家族構成は父スティーブン、母キム、兄ジョシュ、弟スコット。
『ハリー・ポッターと不死鳥の騎士団』より、スタントコーディネーターのアシスタントとして撮影セットで働き始め、ドラコ・マルフォイ役のトム・フェルトンと知り合いとなり、『 ハリー・ポッターと死の秘宝 PART2』ではアストリア・グリーングラス（19年後のマルフォイの妻）役でエピローグのみ特別出演している。2008年からトム・フェルトンと付き合っていたが、2016年に別れており、2019年に、アメリカ人ゴルフ選手のパトリック・ロジャースと結婚した。